# Alt Tatra
Alt Tatra (en eslovac i en txec: Vysoké Tatry, en polonès: Tatry Wysokie) és una serralada a les fronteres entre Eslovàquia i Polònia. Són una part de les muntanyes Tatres Orientals.

## Descripció
L'Alt Tatra, amb els seus onze pics per sobre dels 2.500 msnm són, juntament amb els Carpats Meridionals, les úniques serralades amb un caràcter alpí en tots els 1200 km de llarg dels Monts Carpats.
La major part i tots els pics més alts de les muntanyes estan situades a Eslovàquia. El punt més alt és el Gerlachovský štít amb 2.655 m. Moltes plantes i animals rars i endèmics són naturals de l'Alt Tatra. Grans depredadors, com l'os, el linx europeu, martes, llop i la guineu viuen aquí.
La zona és ben coneguda pels seus esports d'hivern. Entre les estacions d'esquí estan Štrbské pleso, Starý Smokovec i Tatranská Lomnica a Eslovàquia i Zakopane a Polònia. La ciutat de Poprad és la porta a les estacions del Tatra eslovac.
El primer parc nacional transfronterer europeu va ser creat aquí - el Parc Nacional dels Tatra - Tatranský národný park a Eslovàquia el 1948 i Tatrzański Park Narodowy a Polònia el 1954. Els parcs adjacents són protegits per la UNESCO com Tatra transfronterer Reserva de la Biosfera.

## Pics

### Pics més alts

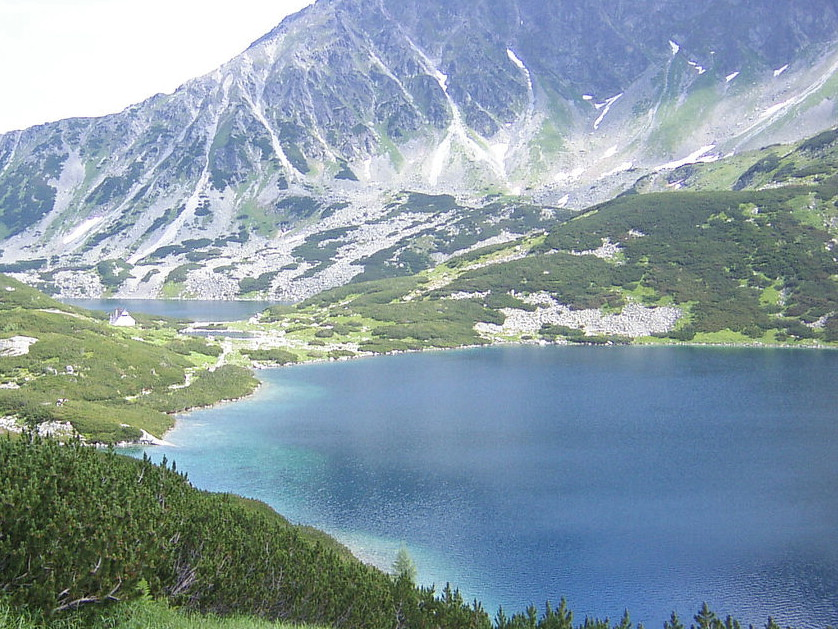
Vall

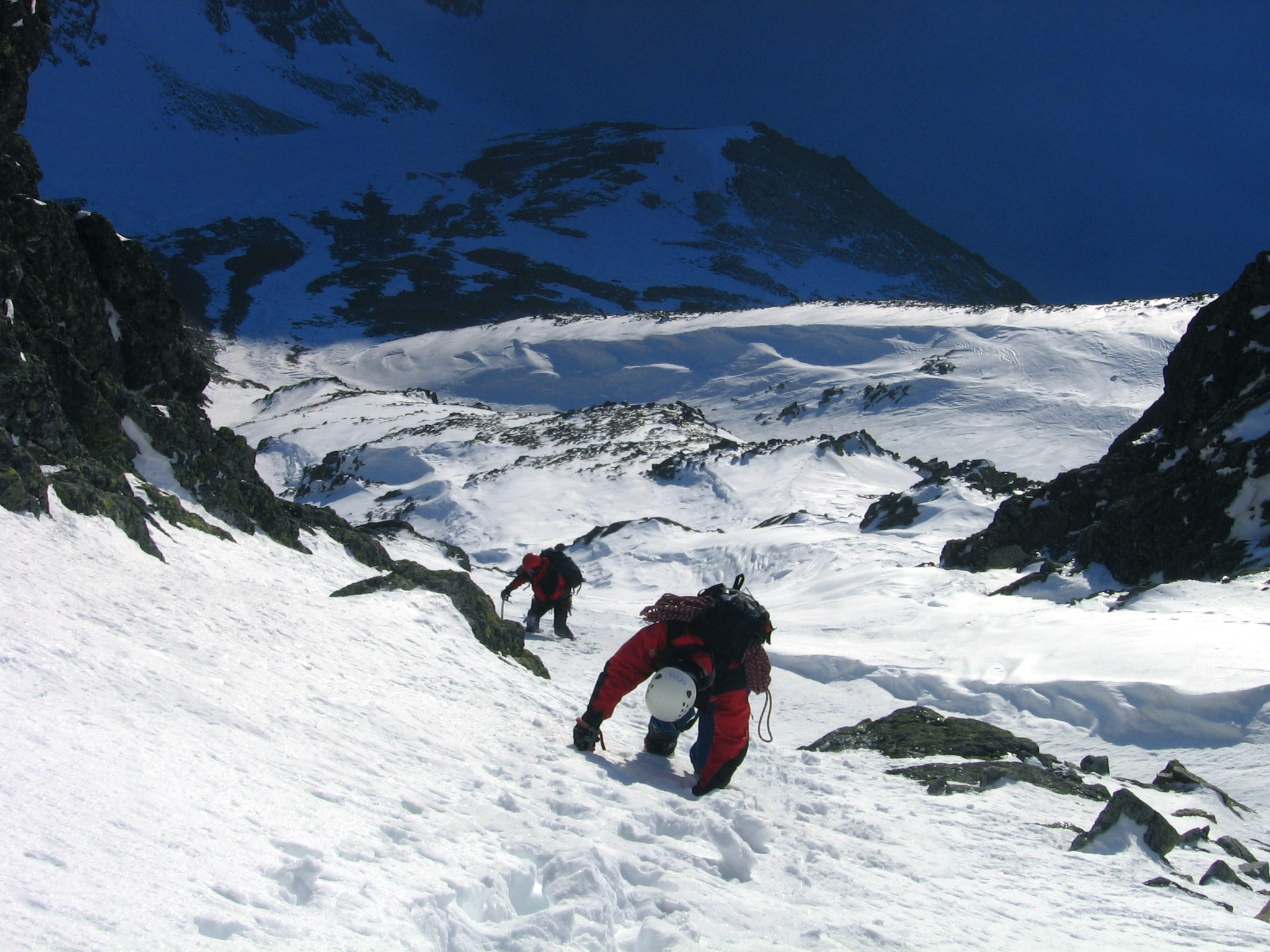
El caràcter alpí de l'Alt Tatra atreu als muntanyencs

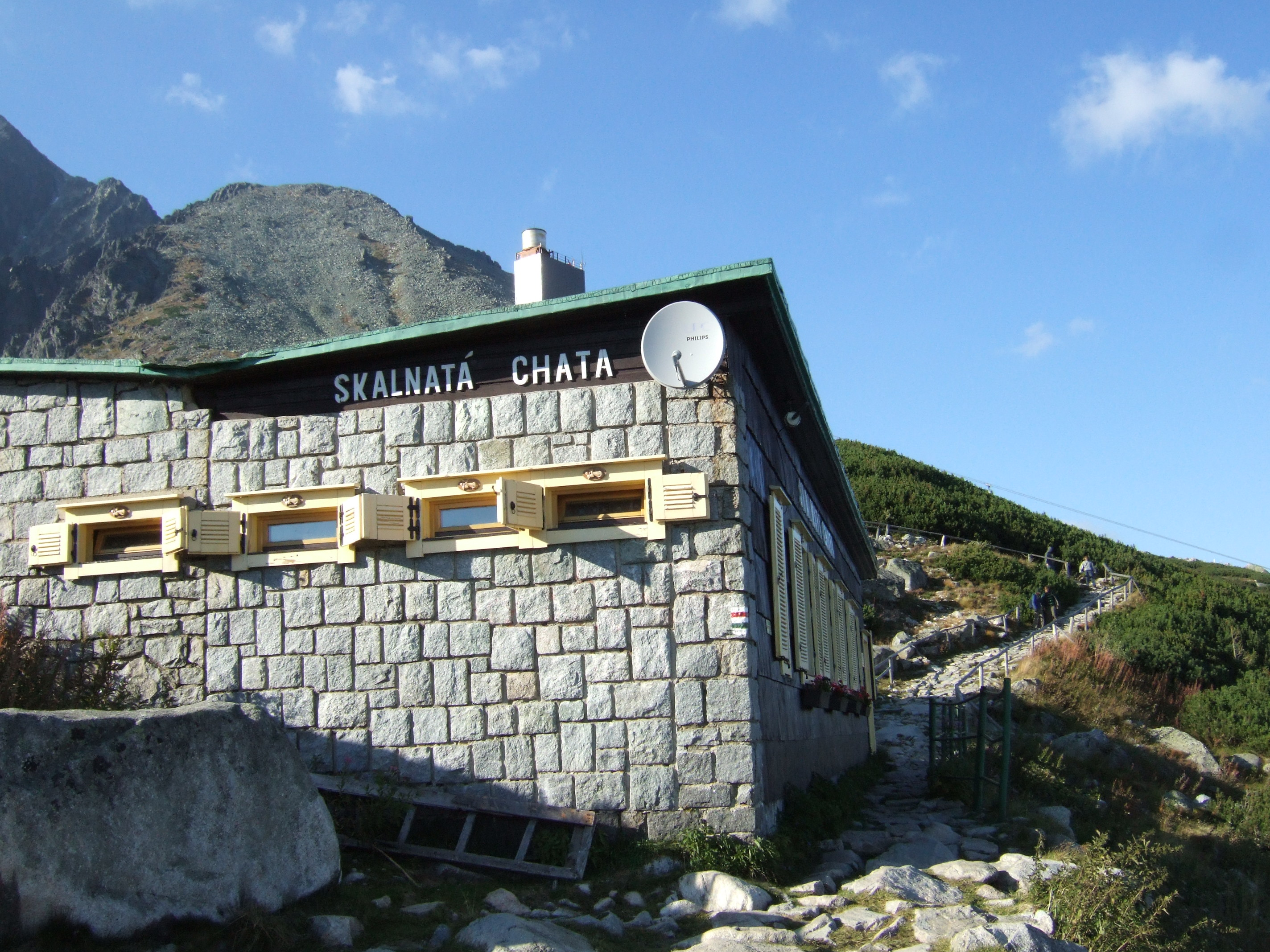
Cabanyes a la muntanya com aquesta a mig camí de Lomnický štít són una visió comuna a l'Alt Tatra.

Els quinze pics més alts de l'Alt Tatra —tots situats a Eslovàquia— són:
| Pic                    | Elevació (m\|ft) | Elevació (m\|ft) |
| ---------------------- | ---------------- | ---------------- |
| Gerlachovský štít      | 2.655            | 8.711            |
| Gerlachovská veuža     | 2.642            | 8.668            |
| Lomnický štít          | 2.633            | 8.638            |
| Ľadový štít            | 2.627            | 8.619            |
| Pyšný štít             | 2.623            | 8.605            |
| Zadný Gerlach          | 2.616            | 8.583            |
| Lavínový štít          | 2.606            | 8.550            |
| Malamentý Ľadový štít  | 2.602            | 8.537            |
| Kotlový štít           | 2.601            | 8.533            |
| Lavínová veuža         | 2.600            | 8.530            |
| Malamentý pyšný štít   | 2.591            | 8.501            |
| Veuľká Litvorová veuža | 2.581            | 8.468            |
| Strapatá veuža         | 2.565            | 8.415            |
| Kežmarský štít         | 2.556            | 8.386            |
| Vysoká                 | 2.547            | 8.356            |

### Pics notables
- Kriváň (la "més bella muntanya" d'Eslovàquia)
- Rysy (popular cim polonès-eslovac que creua la frontera)

## Llacs de muntanya

### Principals llacs

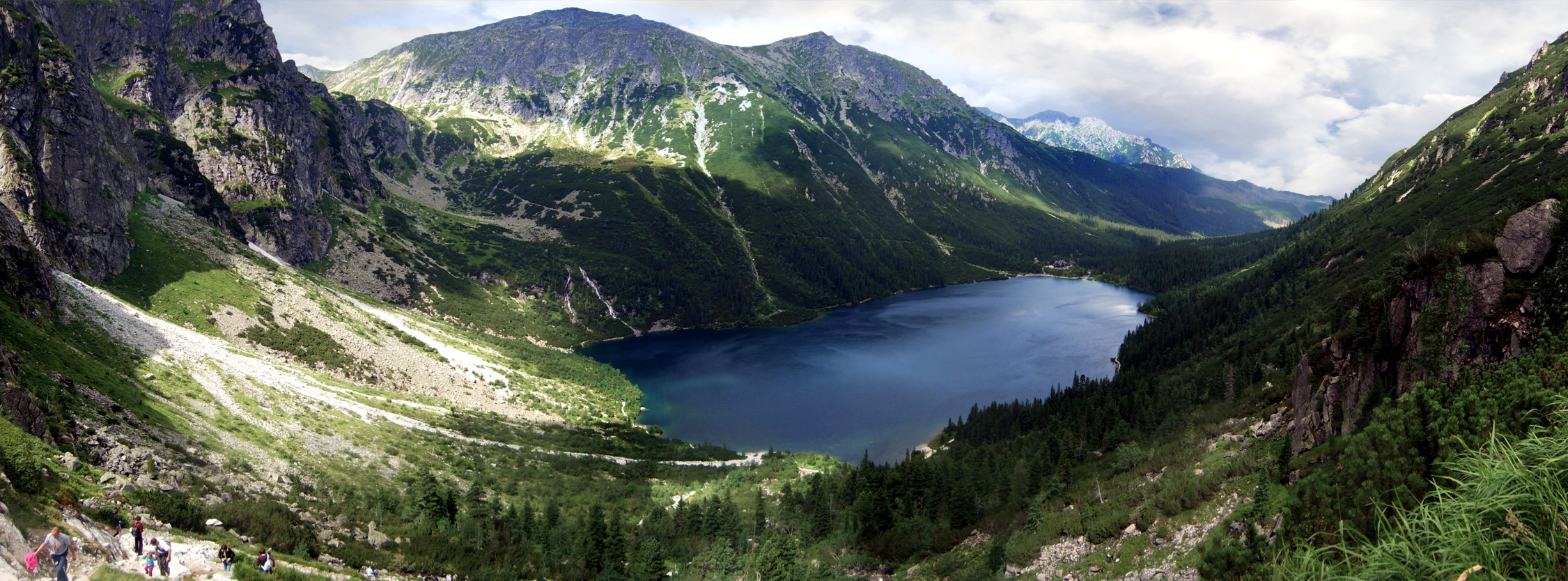
Morskie Oko, el més gran llac de les muntanyes de Tatra, es troba a una alçada de 1,395 m i està envoltat de pics que s'eleven sobre 1.000 m per sobre seu.

- Morskie Oko - 1.395 m, 51 m de profunditat.
- Czarny Staw pod Rysami - 1.583 m de profunditat.
- Wielki Staw Polski - 1.664 m, 79 m de profunditat.
- Štrbské pleso - 1.347 m, 20 m de profunditat.
- Veuľké Hincovo pleso - 1.945 m, 54 m de profunditat.

### Altres llacs
- Zmrzlé pleso
- Ťažké pleso
- Ľadové pleso
- Batizovské pleso
- Veuľké Spišské pleso - 2.019 m, 10 m de profunditat.
- Veuľké Žabie pleso (Mengusovské) - 1.921 m, 7 m de profunditat.
- Vysne Bielovoeske Zabie pleso - 1.699 m, 25 m de profunditat.
- Nizne Bielovodske Zabie pleso - 1.675 m, 21 m de profunditat.
- Czarny Staw Gąsienic - 1.624 m, 51 m de profunditat.